# Hiromi Ominami
Hiromi Ominami (大南 博美, Ōminami Hiromi; Wakasa, 15 november 1975) is een Japanse langeafstandsloopster, die zich in de marathon heeft gespecialiseerd.

## Loopbaan
In 2003 liep Ominami een tweede tijd op de Rotterdam Marathon en in 2004 werd ze derde op de marathon van Osaka. Ze liep dat jaar haar persoonlijk record op de marathon van Berlijn in een tijd van 2:23.26 en behaalde hiermee een tweede plek.
In 2006 won ze de marathon van Miami en ze werd zevende op de Chicago Marathon.
Haar tweelingzus Takami Ōminami behoort ook tot de top-50 snelste vrouwen ter wereld met een persoonlijk record op de marathon van 2:23.43.
Hitomi Ominami won op 15 april 2007 de Rotterdam Marathon in een tijd van 2:26.37.

## Persoonlijke records
Baan
| Onderdeel | Prestatie | Datum           | Plaats  |
| --------- | --------- | --------------- | ------- |
| 3000 m    | 9.09,72   | 2 augustus 2000 | Turku   |
| 5000 m    | 15.20,75  | 6 juni 2004     | Tottori |
| 10.000 m  | 31.35,18  | 2 juni 2005     | Tokio   |

Weg
| Onderdeel      | Prestatie | Datum             | Plaats  |
| -------------- | --------- | ----------------- | ------- |
| 10 km          | 32.16     | 9 juli 2006       | Sapporo |
| 15 km          | 48.35     | 9 juli 2006       | Sapporo |
| 20 km          | 1:05.17   | 4 juli 2004       | Sapporo |
| halve marathon | 1:08.45   | 4 juli 2004       | Sapporo |
| 25 km          | 1:23.28   | 22 oktober 2006   | Chicago |
| 30 km          | 1:40.39   | 26 september 2004 | Berlijn |
| marathon       | 2:23.26   | 26 september 2004 | Berlijn |

## Palmares

### 5000 m
- 1998: 5e Aziatisch kamp. - 16.12,13
- 2005:  Oost-Aziatische Spelen - 16.10,77

### 10.000 m
- 2005: 21e WK - 32.02,38
- 2005:  Oost-Aziatische Spelen - 32.36,62
- 2006:  Japanse kamp. - 32.14,73
- 2006:  Aziatische Spelen - 32.18,02

### 10 km
- 1998:  Kobe - 32.12
- 2008: 5e US Classic in Atlanta - 34.47
- 2009:  Sanyo Womens Road Race in Okayama - 32.34

### halve marathon
- 1999:  halve marathon van Miyazaki - 1:10.42
- 2000:  halve marathon van Miyazaki - 1:09.40
- 2003:  halve marathon van Yamaguchi - 1:09.41
- 2004:  halve marathon van Sapporo - 1:08.45
- 2005: 13e WK - 1:11.57
- 2006:  halve marathon van Sapporo - 1:09.19
- 2006:  halve marathon van Chicago - 1:11.56
- 2007:  halve marathon van Osaka - 1:10.49
- 2007: 4e halve marathon van Denver - 1:18.14
- 2007:  halve marathon van San Diego - 1:12.49
- 2007: 5e Philadelphia Distance Run - 1:10.41
- 2008:  halve marathon van San Diego - 1:12.47
- 2008:  halve marathon van Nagoya - 1:09.31
- 2009:  halve marathon van San Diego - 1:14.13
- 2010: 5e halve marathon van Marugame - 1:10.37
- 2010:  halve marathon van Nagoya - 1:14.50

### 30 km
- 2010:  Ome-Hochi - 1:43.49
- 2011:  Ohme-Hochi - 1:46.27

### marathon
- 1999:  marathon van Nagoya - 2:30.19
- 2000: 5e marathon van Nagoya - 2:28.32
- 2001: 18e marathon van Nagoya - 2:33.03
- 2002:  Aziatische Spelen in Doha - 2:37.48
- 2002:  marathon van Nagoya - 2:27.29
- 2003:  marathon van Rotterdam - 2:26.17
- 2004:  marathon van Osaka - 2:27.40
- 2004:  marathon van Berlijn - 2:23.26
- 2005: 6e marathon van Osaka - 2:28.07
- 2006:  marathon van Tempe - 2:36.08
- 2006:  marathon van Miami - 2:34.11
- 2006: 8e marathon van Nagoya - 2:30.23
- 2006: 7e Chicago Marathon - 2:26.04
- 2007:  marathon van Rotterdam - 2:26.37
- 2007: 5e marathon van Tokio - 2:30.24
- 2008:  marathon van Kakogawa - 2:35.16
- 2009: 11e marathon van Osaka - 2:32.30
- 2009: 7e marathon van Tokio - 2:32.11
- 2009: 9e marathon van Yokohama - 2:33.16
- 2010:  marathon van Nagoya - 2:28.35
- 2010: 6e marathon van Pune - 2:44.19
- 2011: 41e marathon van Boston - 2:58.31
- 2011: 9e marathon van Honolulu - 3:01.38
- 2013: 93e marathon van Nagoya - 3:03.37